# Carrabiners de Xile
Els Carrabiners de Xile, o també Cos de Carrabiners, (en castellà: Carabineros de Chile, o Cuerpo de Carabineros) és la força armada de policia xilena que té com missió combatre el crim, fer complir la llei, conservar l'ordre públic, preservar de la seguretat i la prevenció del delicte. Aquesta institució va ser fundada el 27 d'abril de 1927. El lema, en castellà, és Orden y Patria.